# Lode Van Biervliet
Lodewijk (Lode) Maria Victor Van Biervliet (Zarren, 17 maart 1928 - Moorslede, 17 mei 2007) was een Belgisch volksvertegenwoordiger en burgemeester.

## Levensloop
Hij was een zoon van Adhemar Van Biervliet, die arts in Zarren en lid van het VNV was, en van Joanna Raeymaeckers. Hij trouwde met Thérèse Michiels en ze kregen drie zonen. Hij studeerde af als arts en vestigde zich met een huisartspraktijk in Moorslede. Ook werd hij actief in heel wat maatschappelijke en sociale verenigingen.
Hij werd lid van de Volksunie en was in 1975 stichtend bestuurslid van de afdeling Moorslede-Dadizele, wat hij bleef tot in 1980. Hij werd in 1974 verkozen als provincieraadslid van West-Vlaanderen en bleef dit tot in 1977. In 1978 werd hij verkozen tot lid van de Kamer van volksvertegenwoordigers voor het arrondissement Roeselare-Tielt en vervulde dit mandaat tot in oktober 1985. In de periode januari 1979-oktober 1980 zetelde hij als gevolg van het toen bestaande dubbelmandaat ook in de Cultuurraad voor de Nederlandse Cultuurgemeenschap, die op 7 december 1971 werd geïnstalleerd. Vanaf 21 oktober 1980 tot oktober 1985 was hij lid van de Vlaamse Raad, de opvolger van de Cultuurraad en de voorloper van het huidige Vlaams Parlement. 
In 1982 voerde hij bij de gemeenteraadsverkiezingen de lokale lijst Gemeentebelangen aan en kon de meerderheid breken. Van 1983 tot 1988 was hij burgemeester van Moorslede. Hij bleef zetelen tot 1999 als gemeenteraadslid. Toen moest hij om gezondheidsredenen zijn dokterspraktijk en politieke carrière stopzetten.
Hij was onder meer bestuurslid van het Rode Kruis in Moorslede, bestuurslid van de harmonie De Verenigde Vrienden in Moorslede, voorzitter van de vliegclub De Blauwvoet, stichtend bestuurslid van het ziekenfonds West-Flandria, erevoorzitter van de judoclub 'Hadime' in Moorslede en bestuurder van de vzw Vlaamse Sociale Werken.